# Sh2-107
Sh2-107 è una nebulosa a emissione visibile nella costellazione del Cigno.
Si individua nella parte centrale della costellazione, circa 2,5° a nordovest della stella Gienah (ε Cygni); il periodo più indicato per la sua osservazione nel cielo serale ricade fra i mesi di giugno e novembre ed è facilitata dalle regioni situate nell'emisfero boreale terrestre.
Si tratta di una debole regione H II situata probabilmente alla distanza di circa 2800 parsec (poco più di 9100 anni luce), in una zona remota del Braccio di Orione al di là dei grandi complessi nebulosi di Cygnus X. Nella sua direzione è visibile la stella HD 197460, una supergigante blu di classe spettrale B0.5Ib; tuttavia essa non è legata fisicamente alla nebulosa, dal momento che la sua distanza è stimata attorno ai 960 parsec, dunque in primo piano rispetto alla nube. Secondo il catalogo di Avedisova, a questa nebulosa sarebbe associata la sorgente di radiazione infrarossa IRAS 20407+3612.